# Cleve Moler
Cleve Barry Moler là một nhà toán học và lập trình viên máy tính chuyên ngành phân tích số. Nữa cuối thập niên 1970, ông là một trong những tác giả của thư viện LINPACK và EISPACK, Fortran dành cho tính toán số. Ông phát minh ra MATLAB, một gói tính toán số học, để giúp sinh viên tại Đại học New Mexico dễ dàng truy cập những thư viện đó mà không cần phải viết trên Fortran. Năm 1984, ông đồng sáng lập MathWorks cùng với Jack Little để thương mại hóa chương trình này.
Ông lấy bằng cử nhân tại Caltech năm 1961, và tiến sĩ tại Đại họcStanford.
Ông làm giáo sư toán học và khoa học máy tính trong suốt 20 năm tại Đại học Michigan, Đại học Stanford, và Đại học New Mexico. Trước khi làm việc toàn thời gian cho MathWorks năm 1989, ông cũng từng làm việc cho Intel Hypercube và Ardent Computer Corporation. Ông cũng là đồng tác giả của 4 quyển sách giáo khoa về phương pháp số và là một thành viên củaAssociation for Computing Machinery(Hiệp hội kỹ thuật tính toán). Ông là phó chủ tịch của Society for Industrial and Applied Mathematics(Hội toán ứng dụng và công nghiệp) và hiện là thành viên của ban quản trị hội này. Ông bắt đầu nhiệm kỳ chủ tịch 2 năm tại SIAM vào tháng 1/2007.
Ông được bầu vào National Academy of Engineering(Học viện kỹ thuật quốc gia) vào 14/2/1997. Ông nhận được bằng danh dự của Đại học Linköping, Thụy Điển. Ông nhận được bằng tiến sĩ toán danh dự của Đại học Waterloo ngày 16/6/2001. Vào ngày 30/4/2004, ông được bổ nhiệm làm tiến sĩ danh dự (tiến sĩ kỹ thuật, bằng danh dự) tại Đại học Bách Khoa Đan Mạch.

## Tác phẩm
- Forsythe, George E., Malcolm, Michael A., Moler, Cleve B., "Phương pháp tính cho toán tin học (Computer methods for mathematical computations)", Prentice-Hall Series in Automatic Computation, Prentice-Hall., Englewood Cliffs, N.J., 1977. MR0458783 ISBN 0131653326
- Moler, Cleve B., "Numerical Computing with MATLAB" Lưu trữ ngày 16 tháng 5 năm 2016 tại Wayback Machine, Society for Industrial and Applied Mathematics, 2004, ISBN 978-0-898715-60-6